# The Boy (EP Mark Knopfler)
The Boy è il terzo EP di Mark Knopfler, pubblicato nel 2024. 

## Descrizione
L'EP è stato pubblicato il 20 aprile 2024 per il Record Store Day con sole 3.000 copie stampate in formato 12", dopo l'uscita del decimo album di Mark Knopfler One Deep River.
I brani del disco ruotano attorno alla boxe.

## Tracce
- Lato A

1. Mr. Solomons Said – 6:00
2. The Boy – 5:16

- Lato B

1. All Comers – 5:14
2. Bad Day For A Knife Thrower – 4:34

## Crediti
Tutte le canzoni sono scritte da Mark Knopfler. Pubblicato da Will D Side/Universal Music Publishing Ltd. Prodotto da Mark Knopfler e Guy Fletcher. Progettato da Guy Fletcher presso i British Grove Studios, Londra. Assistenza di Luie Stylianou, Rowan McIntosh, Tomé Coath, Eve Morris, Edie Delafield e Felipe Gutierrez. Tecnico della chitarra, Glenn Saggers. Masterizzato da Miles Showell agli Abbey Road Studios di Londra.